# مرغ تقلیدگر دم‌دراز
مرغ تقلیدگر دم‌دراز (نام علمی: Mimus longicaudatus) گونه‌ای از پرنده در تیرهٔ مقلدمرغان (Mimidae) است که در اکوادور و پرو یافت می‌شود.